# Dirección General de Aduanas (Argentina)
La Dirección General de Aduanas (DGA) es la autoridad competente que regula el despacho aduanero que ingresa y sale de la República Argentina, aplicando por medio de procedimientos los requerimientos necesarios a que deben sujetarse las aduanas cuando algo ingrese al país. Además es uno de los tres organismos que integraron la Administración Federal de Ingresos Públicos (AFIP), junto con la Dirección General Impositiva (DGI) y la Dirección General de los Recursos de la Seguridad Social (DGRSS).Actualmente forma parte de la Agencia de Recaudación y Control Aduanero (ARCA). 
El edificio está ubicado en el barrio porteño de San Nicolás, en la Ciudad de Buenos Aires fue declarado Monumento Histórico Nacional y forma parte de un hito cultural en la historia de la ciudad.

## Funciones
Tiene a su cargo la aplicación de la legislación a la importación y exportación de mercaderías, como así mismo del control del tráfico de los bienes que ingresan y salen del país.
Su función principal es regular, ordenar, clasificar y controlar la entrada y la salida de mercancías y por medio de qué transporte serán despachadas o cómo ingresan, velando en su seguridad y cumpliendo con los estatutos necesarios para su correcto manejo, asegurando las leyes que dispone el país, resguardando los intereses del Estado Argentino.
Sobre todo logrando de esta manera el traslado de insumos cumpliendo como agente regulador la Seguridad Nacional, la economía, el medio ambiente y prohibiendo mercancías peligrosas que alteren el orden del Estado Nacional. 
Funciones Generales:
A) Intervenir en el estudio y formulación de los proyectos de aranceles, cuotas compensatorias y demás medidas de regulación y restricción del comercio exterior.
B) Dar cumplimiento a los acuerdos y convenios que se celebren en materia aduanera.

C) Realizar el seguimiento y control de la operatoria de comercio exterior de los distintos operadores que actúan en todo el país a través de las distintas Aduanas.
D) Controlar que el ingreso y egreso de mercaderías, pasajeros y medios de transporte se realice de acuerdo a lo establecido 
en el Código Aduanero y el MERCOSUR.
E) Procurar el cumplimiento de los derechos aduaneros.

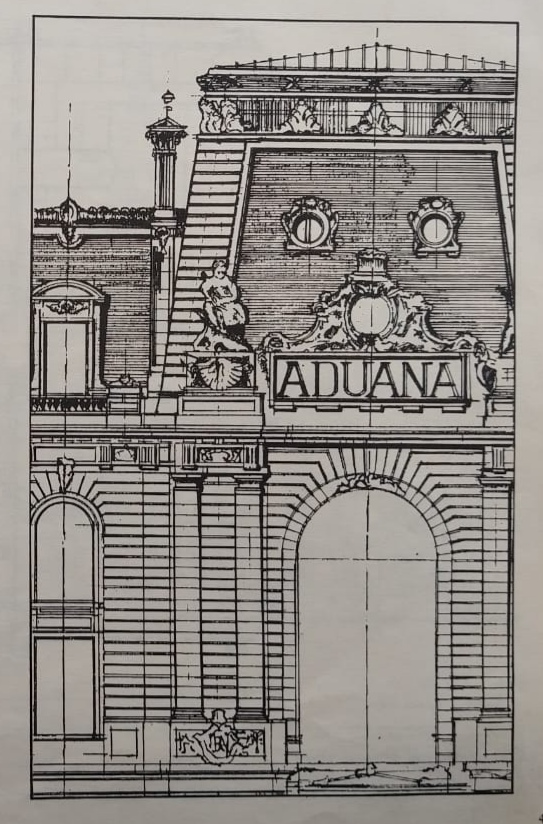
Fachada Original Dirección General de Aduanas

F) Ejercer los mecanismos de control que prevean y eviten la comisión de delitos como el contrabando, tráfico de armas y de narcóticos.

## Organización interna
La Dirección General de Aduanas está estructurada en cuatro Subdirecciones:
- Técnico Legal Aduanera
- Control Aduanero
- Operaciones Aduaneras Metropolitanas (de la que depende la Aduana Buenos Aires y la Aduana Ezeiza)
- Operaciones Aduaneras del Interior (de la que dependen todas las Direcciones Regionales Aduaneras)

Las Subdirecciones de Operaciones Aduaneras Metropolitanas y del Interior secundan al director general de la Dirección General de Aduanas en todo lo relativo a la ejecución y coordinación de las acciones que en materia de aplicación, percepción y fiscalización de tributos aduaneros, de control del comercio exterior así como en el ejercicio del poder de Policía Aduanera, deban realizarse en la jurisdicción que el Administrador Federal de Ingresos Públicos disponga, en concordancia con las políticas, planes, programas y criterios dictados por el mismo con ajuste a las normas legales que regulan la materia de su competencia. 
La Subdirección General Legal Técnico Aduanera secunda al director general de la Dirección General de Aduanas en lo relativo a las cuestiones de naturaleza técnico legal aduanera surgidas de la aplicación, interpretación técnica, percepción y fiscalización de los tributos a cargo de la Dirección General de Aduanas y respecto de las actividades contenciosas aduaneras, en concordancia con las políticas, planes, programas y criterios dictados por el Administrador Federal de Ingresos Públicos. 
La Subdirección General de Control Aduanero secunda al director general de la Dirección General de Aduanas en lo relativo a la formulación de las políticas estratégicas de control aduanero, en la obtención y análisis de información para la definición de los perfiles de riesgo aduanero y en la coordinación de las actividades en las que la Dirección General de Aduanas deba articular su actuación con otros organismos en los aspectos técnico operativos de control aduanero, en concordancia con las políticas, planes, programas y criterios dictados por el Administrador Federal de Ingresos Públicos.

## Historia

### El edificio

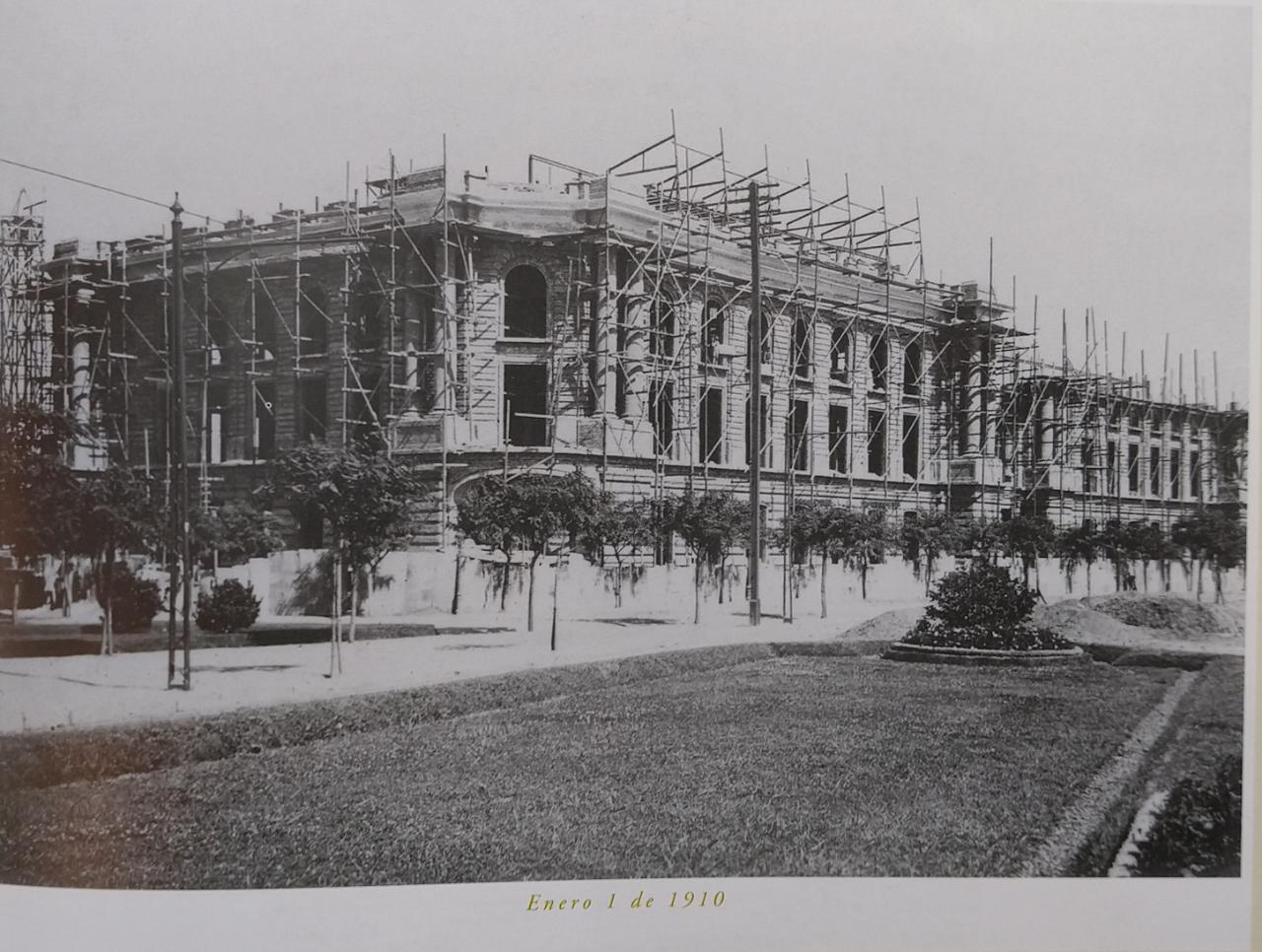
Construcción en 1910

En 1908, se encargó a los arquitectos Eduardo Lanús y Pablo Hary la construcción de un "palacio" para la Aduana de Buenos Aires y Aduanas Nacionales en la zona portuaria ganada al río, sobre el predio comprendido entre las actuales calles de Belgrano, Azopardo, Moreno e Ingeniero Huergo. Las obras se dieron origen en 1909, y el mismo fue inaugurado por el presidente Victorino de la Plaza el 8 de octubre de 1910, aunque en 1911 se terminó completamente cuando se finalizaron dos torres.
El edificio es de estilo Francés Academicista, en el que se destacan sus dos torres de pizarra negra y una importante entrada decorada en estilo Rococó, consta de un subsuelo, planta baja y tres pisos. En su interior se destacan 23 salones y 90 locales.
El palacio constituye actualmente uno de los edificios históricos más representativos de la ciudad por su singular belleza y la jerarquía de cada una de sus partes, que la convierten en un edificio icónico.

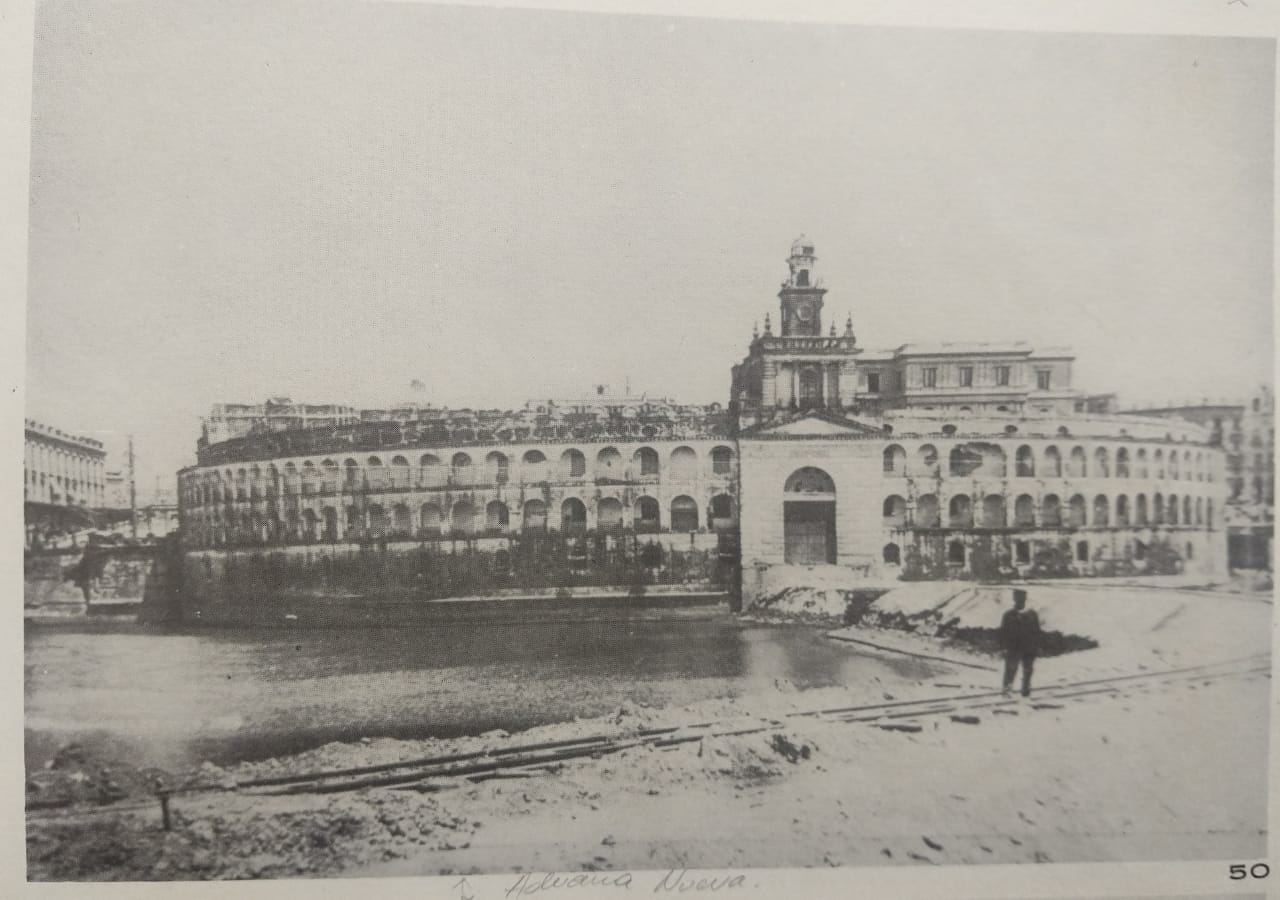
Antigua Aduana de la ciudad de Buenos Aires realizada por Garay

### Origen
La Aduana Argentina es la institución más antigua del país, y su origen proviene desde los tiempos de la conquista y colonización. Existen pruebas históricas que demuestran que los primeros derechos aduaneros fueron establecidos por Carlos V y Don Pedro de Mendoza para la conquista del Río de la Plata alrededor de julio de 1534, donde se establecía el pago de derechos de todos aquellos bienes que llevaran consigo los colonos y los pobladores que llegaban, siendo de uso personal o bien utilizado para sus viviendas, unas características que prohibían el privilegio de ingresar mercancías, ajenas a estos ejemplos.

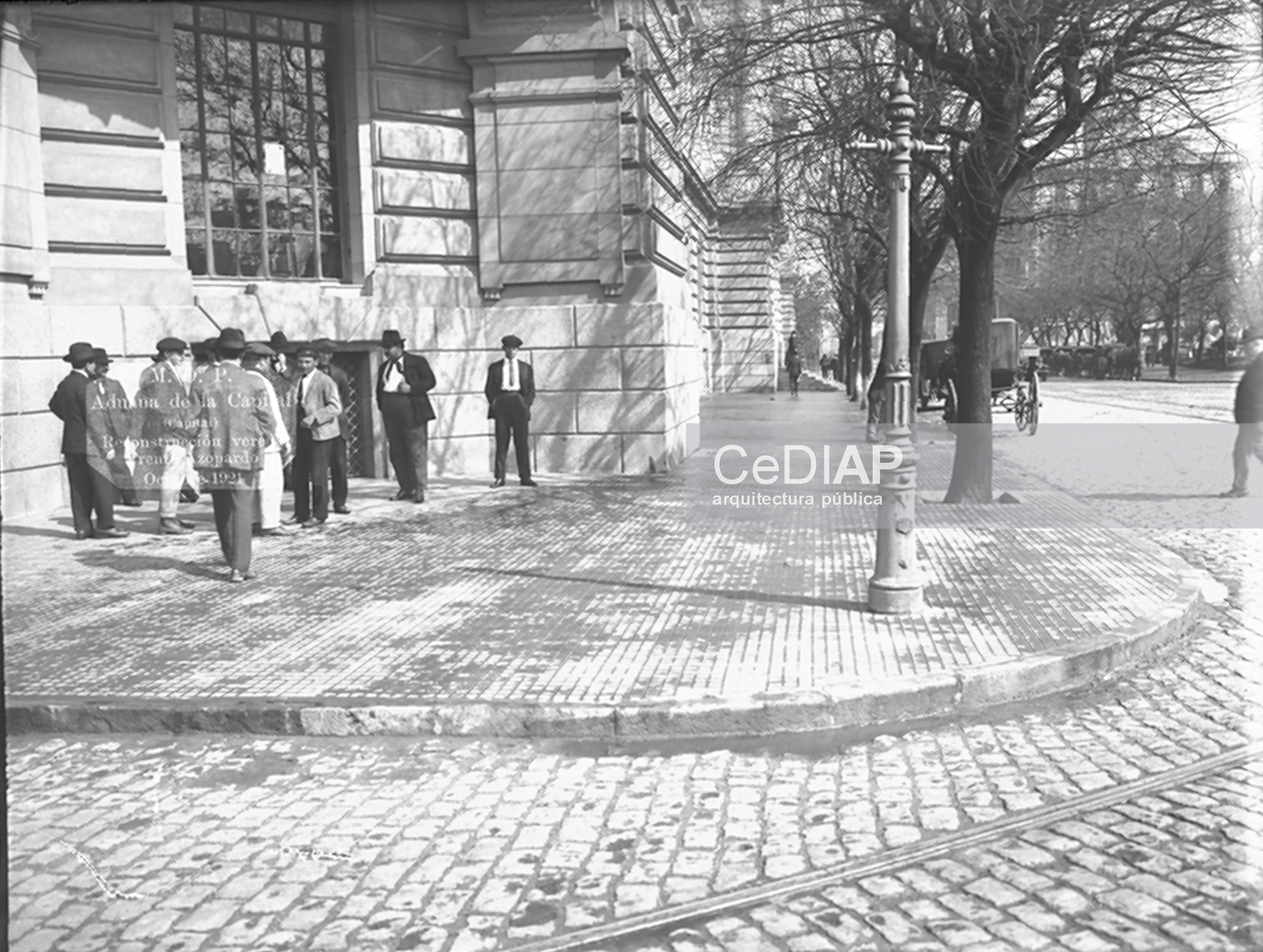
Foto antigua de la entrada de la Aduana

El 3 de febrero de 1534 arriban las naves de la Armada de Don Pedro de Mendoza y fundan lo que se conoció como el "Puerto de Nuestra Señora Santa María del Buen Ayre". Don Pedro de Mendoza tenía el título de Gobernador, Capitán General de las Provincias del Río de la Plata y conllevó a ser el representante de más alta jerarquía en las Provincias del Río de la Plata y Alguacil Mayor de las mismas. Por lo tanto, representó el primero en realizar acciones de autoridad en funciones aduaneras y policiales en el puerto de lo que actualmente es la Ciudad de Buenos Aires.
Se plantea que en realidad la primera actividad aduanera fue la realizada en la fundación de la ciudad de Buenos Aires alrededor de 1580 cuando Don Juan de Garay fundó la ciudad, pero también existen vestigios de las primeras aduanas apenas se llegó a este territorio.
La ciudad fundada por Don Juan de Garay, al principio iba a ser conocida como "Ciudad de la Santísima Trinidad y Puerto de Santa María de los Buenos Aires".
Una vez fundada la nueva ciudad Garay tuvo que ejercer títulos y poderes a distintos encargados, como siendo un enviado de la Majestad Real, decidió crear la aduana bajo el nombre de "Aduana y Registro", Garay pone en función al criollo Diego de Olbarrieta, escribano, alcalde en un nuevo puesto de Receptor de Rentas Aduaneras de la Ciudad de Buenos Aires.
El primer antecedente de la primera exportación que se llevó a cabo fue la realizada el 2 de septiembre de 1587, cuando zarpó de los puertos la carabela "San Antonio", conducida por el capitán Antonio Pereyra a Brasil transportando frazadas, sombreros, sobrecamas y artículos artesanales oriundos de la región.

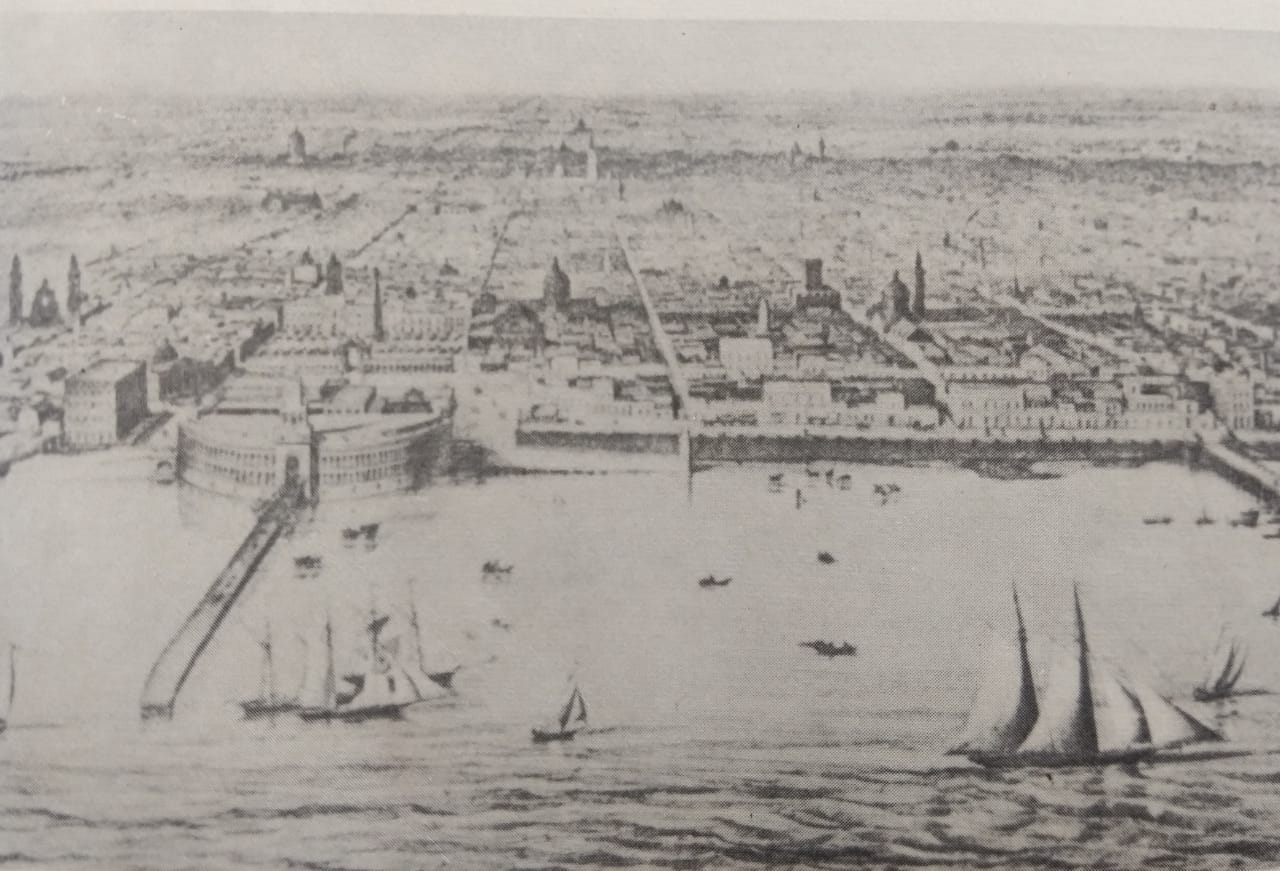
Imagen antigua de la ciudad de Buenos Aires y la antigua Aduana

#### La Aduana de Buenos Aires en el Virreinato
Cuando el inmenso continente del territorio americano en la época colonial estaba bajo el mando español, se buscó que para que la corona pudiese mantener el control de cada una de las regiones, decidió optar por la manera de crear distintas jurisdicciones o reinados chicos, llamados virreinatos, el de Nueva España creado en 1534, y el Perú fundado en 1544 y la de la Nueva Granada en 1564, en el territorio actual de Argentina se decidió crear, el Virreinato del Río de la Plata.
Durante muchos años el desarrollo de la actividad aduanera giraba en torno al lento crecimiento poblacional que tenía el virreinato, registraba una baja presencia comercial en la zona, ya que se buscó principalmente, crear rutas para llevar los metales preciosos de las colonias a territorio de la Corona española, lo cual produjo un descuido  que afectó totalmente al Río de la Plata.
Para erradicar el contrabando de insumos que existían en este periodo, Pedro de Ceballos representante directo de la Corona Española comercializó libremente sus productos con el Virreinato del Perú, Nueva España, Nueva Granada, todo esto alrededor de 1777 y 1778. Después de este hecho se incorporó el libre comercio con España y comenzó una activación significativa en todo el comercio del virreinato.
Así la Aduana estaba dando sus primeros pasos en el periodo del rey Carlos III en mayo de 1779. A partir de ahí, la Aduana de Buenos Aires tuvo funciones altamente importantes a la hora no solo de recaudar sino controlar que ingresaba y salía del Virreinato.

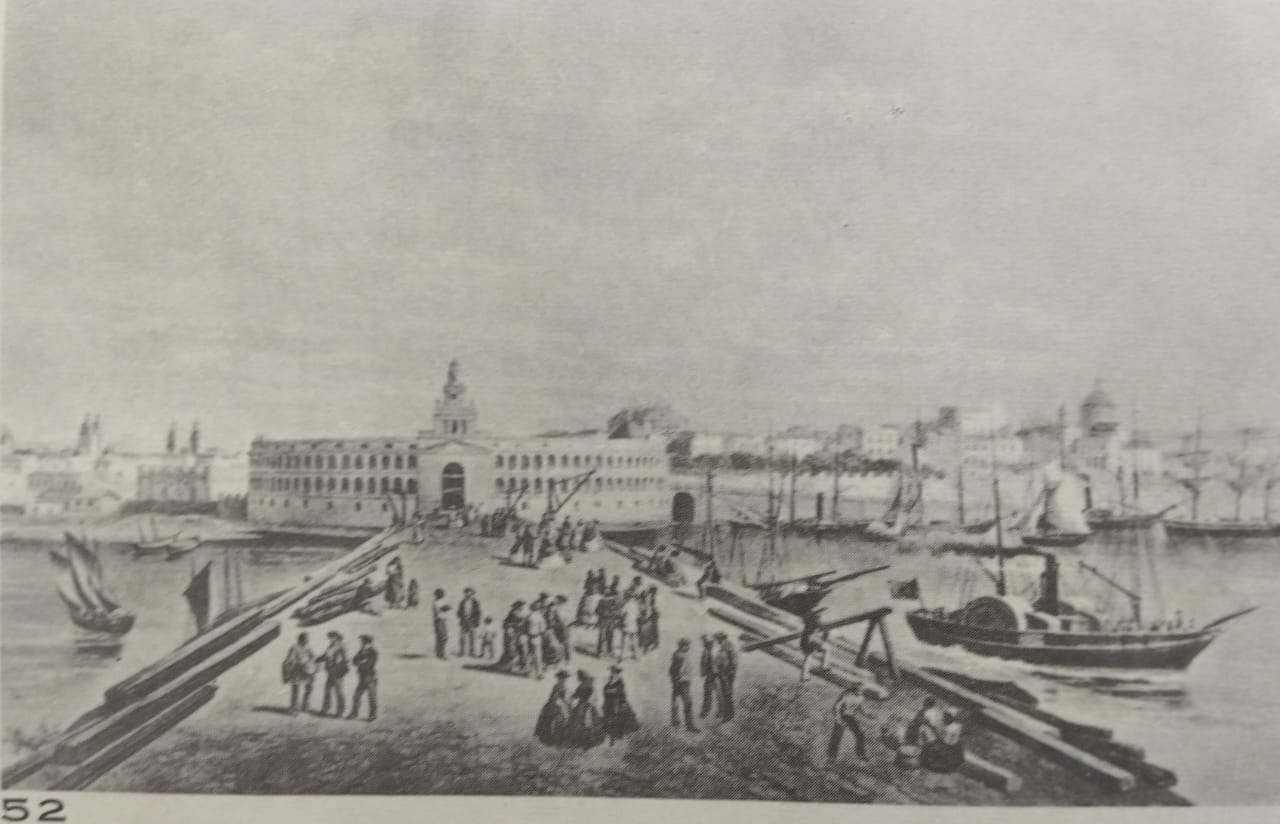
Antiguo puerto de la ciudad de Buenos Aires y de fondo la antigua Aduana

Como complemento de las acciones de la Aduana como máximo exponente en las acciones de controlar lo que ingresaba y salía se creó un cuerpo militar llamado "Blandengues de la Frontera", un cuerpo policial y militar que lograban un control más severo en las fronteras, a partir de 1810 fueron llamados como "Regimiento de Caballería de la Patria".

#### Otras sedes de la Aduana
Una de las más conocidas de las Aduanas es la realizada detrás del fuerte realizada por Don Juan de Garay.
Desde el primer momento en que Pedro de Mendoza arribó la Aduana tuvo su presencia en Buenos Aires alrededor de 1536, alrededor de lo que actualmente es la Plaza Lezama, y en la segunda fundación de Buenos Aires pasó a estar ubicada en donde actualmente está la Casa Rosada, que se instala en 1595 a orillas del Riachuelo al Fuerte de Buenos Aires donde va a estar en ese lugar hasta 1602, donde cambiará y estará en el Cabildo. A fines del mismo año se traslada al "Solar de Garay" un edificio que está actualmente en las calles Rivadavia y 25 de mayo, actual Banco de la Nación Argentina.
El 25 de junio de 1778, el Rey Carlos III designa a Francisco Giménez de Mesa "Administrador de la Aduana del Puerto de Buenos Aires" en un precario edificio llamado "La ranchería" en las intersecciones de las actuales calles de Alsina y Perú a espaldas de la Iglesia de San Ignacio.

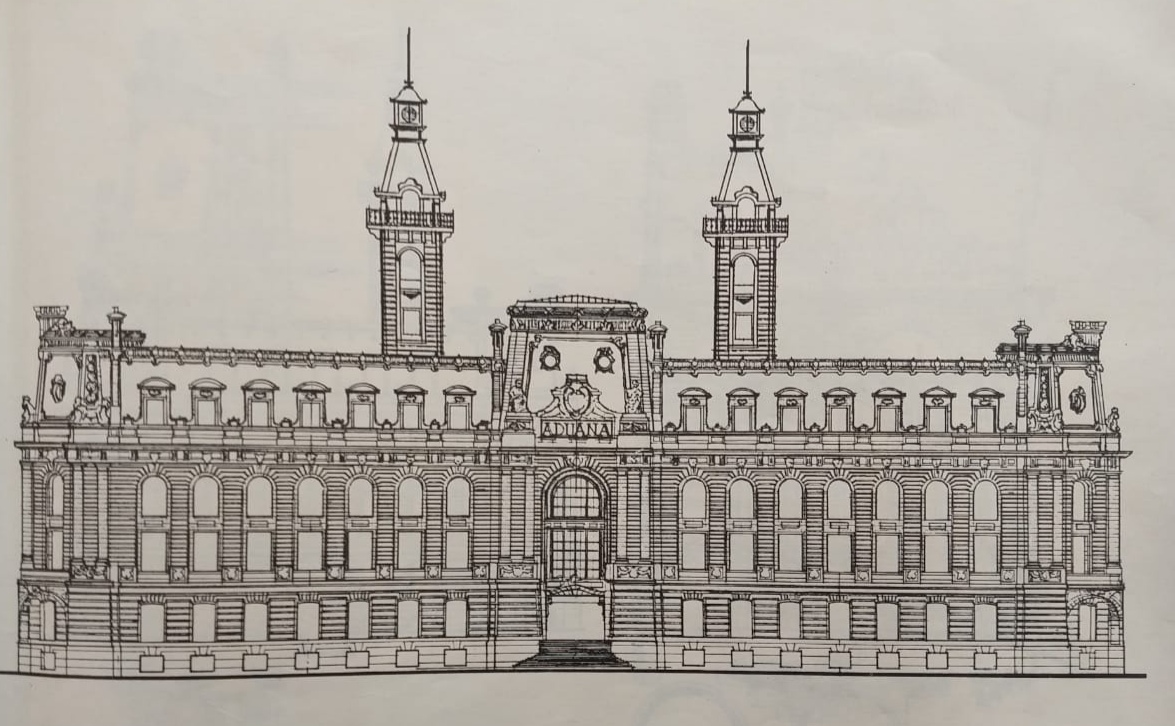
Dirección de Aduanas finalizada la construcción

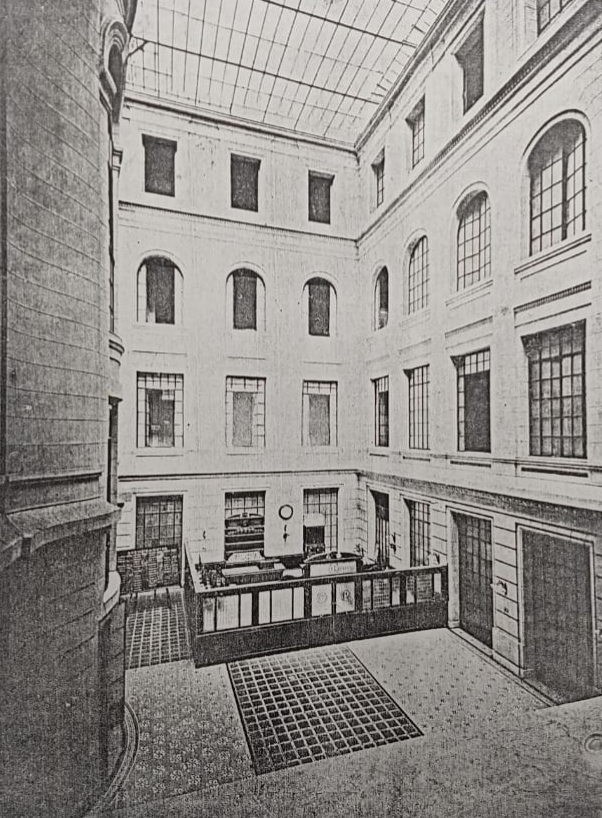
Aduana en el interior

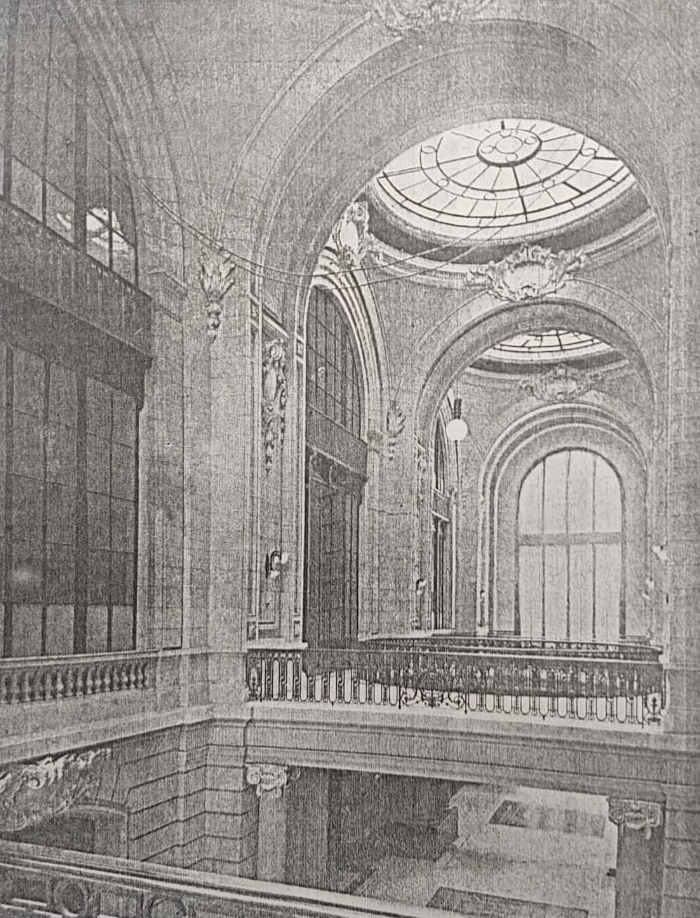
Dirección de Aduanas en el interior

### Arquitectos

#### Lanús y Hary, los arquitectos de la "Nueva Aduana"
Eduardo María Lanús y Pablo Hary fueron los arquitectos del edificio de la Aduana que se realizó en 1910 en el Centenario de la Independencia de Buenos Aires, como una de las obras más significativas que se conocen en la actualidad, con una carga de simbolismo y autenticidad de la consolidación de la nación .
Lanús había nacido en Buenos Aires y egresó de la Facultad de Ciencias Exactas en 1898, completando los estudios en la École des Beaus Arts de París en 1901, regresó a Buenos Aires en 1902 donde conoció a Pablo Hary y decidieron hacer un estudio juntos; Hary un francés natural de Goueulzin que había migrado alrededor de 1881 con solamente seis años y de quien había sido compañero en la Universidad de Buenos Aires. Hary continuó sus estudios en la Academia Real de Bellas Artes en Bruselas.
Prontamente el estudio de arquitectura que realizaron ambos iba a distinguirse por su versátil academicismo francés que predominó en las tres primeras décadas del siglo y su talento inconfundible les permitió obtener numerosos premios en concursos públicos y el reconocimiento del Municipio en sus obras de 1907 (Residencia de la condesa de Sena en Montevideo de 1572).
El edificio de la Aduana es una de sus obras más significativas, hay otras tales como la Casa Garzón hoy Museo de Bellas Artes, realizada en 1910, en Tucumán la Casa Nougués, realizando obras para la aristocracia como las familias Duhau, Vivot, Le Bretón, entre otras.

### Distintas denominaciones del organismo en el tiempo
- 1877: Dirección General de Rentas
- 1931: Dirección General de Aduanas
- 1947: Administración General de Aduanas y Puertos (Ley n.º 12964)
- 1949: Dirección Nacional de Aduanas (Decreto n.º 8803)
- 1963: Aduana de la Nación (Ley n.º 6087)
- 1969: Administración Nacional de Aduanas (Decreto n.º 6979)
- 1997: Dirección General de Aduanas (Decreto n.º 618/1997)

## Nómina de directores
| Director(a)                 | Periodo                                        |
| --------------------------- | ---------------------------------------------- |
| Benjamín Moritán González   | agosto de 1966 - abril de 1969                 |
| Mario Durrieu Arinés        | abril de 1969 - junio de 1973                  |
| José Calixto Mohr           | junio de 1973 - agosto de 1973                 |
| Raúl Marcelo Masotta        | agosto de 1973 - diciembre de 1974             |
| José Andrés Ballotta        | diciembre de 1974 - enero de 1975              |
| Nicolás Luis Novaro         | enero de 1975 - octubre de 1975                |
| Abel Constantino Menéndez   | octubre de 1975 - 24 de marzo de 1976          |
| Héctor Escalante Domínguez  | 24 de marzo de 1976 - marzo de 1977            |
| Juan Carlos Martínez        | marzo de 1977 - enero de 1983                  |
| Mauricio Eduardo Braun      | enero de 1983 - septiembre de 1983             |
| Jorge Alberto Spirito       | septiembre de 1983 - 10 de diciembre de 1983   |
| Francisco Cipriano Barreiro | 10 de diciembre de 1983 - octubre de 1984      |
| Juan Carlos Delconte        | octubre de 1984 - noviembre de 1988            |
| Rolando Peppi               | noviembre de 1988 - 8 de julio de 1989         |
| Francisco Ángel Forns       | 8 de julio de 1989 - febrero de 1990           |
| Rodolfo Echegoyen           | febrero de 1990 - noviembre de 1990            |
| Faud Elias                  | noviembre de 1990 - marzo de 1991              |
| Juan Carlos Martínez        | marzo de 1991 - julio de 1992                  |
| Gustavo Andrés Parino       | julio de 1992 - julio de 1995                  |
| Walter Pascual de Fortuna   | julio de 1995 - agosto de 1996                 |
| Juan Carlos Tomasetti       | agosto de 1996 - diciembre de 1996             |
| María Isabel Fantelli       | diciembre de 1996 - octubre de 1997            |
| Osmar De Virgilio           | octubre de 1997 - agosto de 2000               |
| Eduardo Juan Cassullo       | agosto de 2000 - septiembre de 2001            |
| César Albrisi               | septiembre de 2001 - 2 de enero de 2002        |
| Mario Das Neves             | 2 de enero de 2002 - 25 de mayo de 2003        |
| José Alberto Sbattella      | 25 de mayo de 2003 - 14 de julio de 2004       |
| Ricardo Daniel Echegaray    | 14 de abril de 2004 - 19 de marzo de 2008      |
| María Silvina Tirabassi     | 19 de marzo de 2008 - 27 de julio de 2010      |
| María Siomara Ayerán        | 27 de julio de 2010 - 5 de diciembre de 2013   |
| Fernando Fernández          | 5 de diciembre de 2013 - 7 de marzo de 2015    |
| Guillermo Michel            | 7 de marzo de 2015 - 12 de diciembre de 2015   |
| Juan José Gómez Centurión   | 12 de diciembre de 2015 - 22 de agosto de 2016 |
| Juan José Gómez Centurión   | 13 de octubre de 2016 - 24 de octubre de 2017  |
| Diego D'Ávila               | 24 de octubre de 2017 - 9 de diciembre de 2019 |
| Silvia Brunilda Traverso    | 10 de diciembre de 2019 - 30 de junio de 2022  |
| Guillermo Michel            | 1 de julio de 2022 - 15 de diciembre de 2023   |
| Rosana Lodovico             | 15 de diciembre de 2023 - 17 de mayo de 2024   |
| Eduardo Mallea              | 17 de mayo de 2024 - en el cargo               |

## Metas
Son metas de la Dirección General de Aduanas:
Disminuir la comisión de delitos y procurar el cumplimiento voluntario de las obligaciones aduaneras por parte de los operadores y usuarios aduaneros.
Modernizar el sistema aduanero, integrando los procesos que permiten fortalecer el servicio e introduciendo tecnología de punta.
Combatir el contrabando mediante la detección oportuna, la solución de irregularidades y la aplicación de controles más estrictos.
Transparentar y mejorar la imagen del servicio aduanero a través de la continua profesionalización del personal y la difusión de los procesos para ofrecer al usuario un servicio íntegro.
Ha recibido reconocimiento de la Organización Mundial de Aduanas (OMA), que en el 2011 galardonó a la Dirección General de Aduanas con el Premio Yolanda Gutiérrez, que se otorga a las administraciones que hayan obtenido mayores incautaciones de mercaderías en infracción a los derechos de propiedad intelectual.

## Falencias
Según la Auditoría General de la Nación (AGN) la Dirección General de Aduanas tiene graves falencias ya que en la Zona Franca La Plata cuenta con falta de normativa respecto al mismo, falta de contenedores, desorden y saturación en mercadería secuestrada.

## Edificio

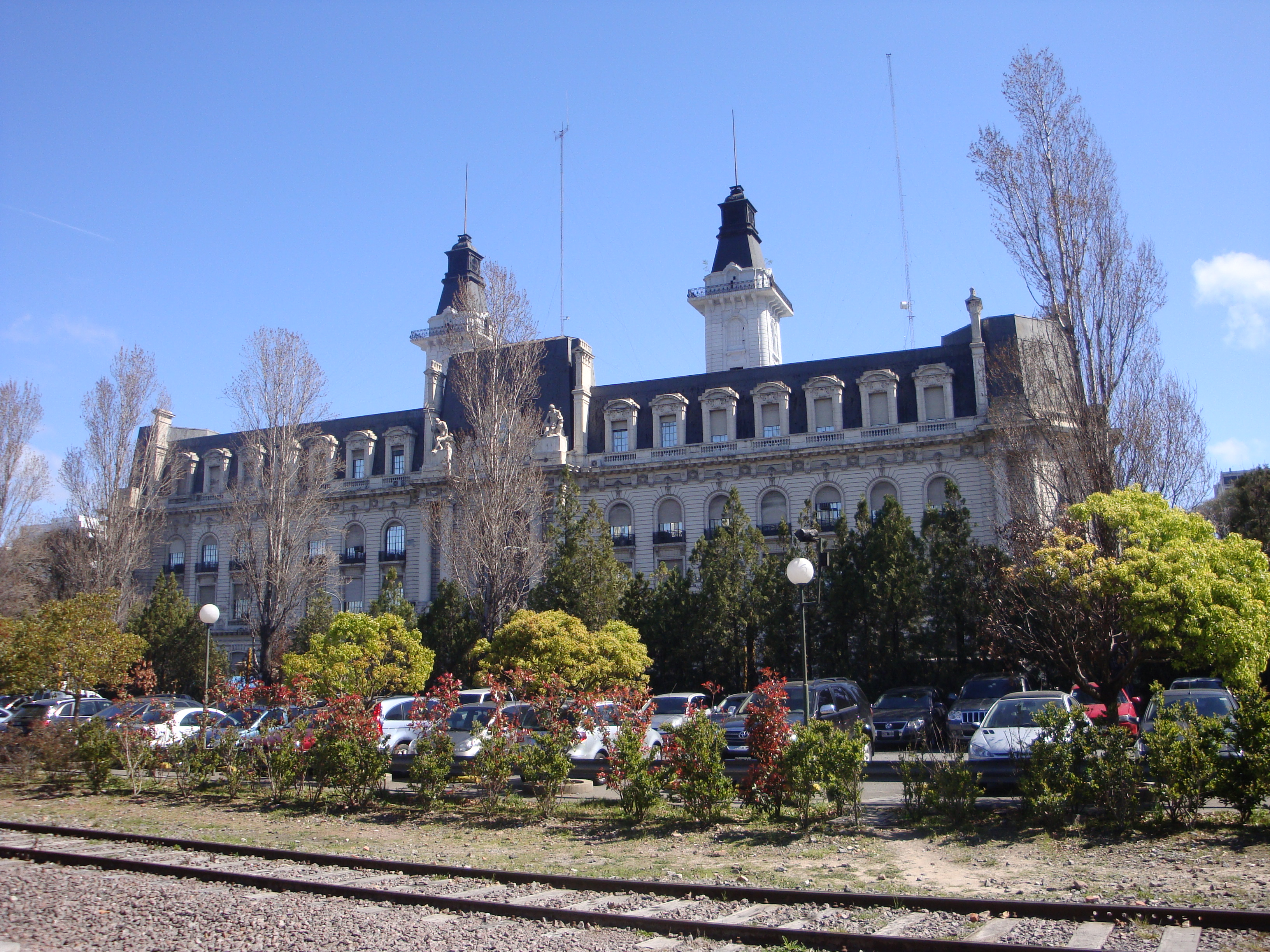
Vista desde la Avenida Alicia Moreau de Justo.

En 1907 se autoriza la construcción de un edificio para la Aduana Nacional, acorde con la importancia que la institución había adquirido en la pujante Ciudad de Buenos Aires desde fines del siglo XIX, con el consecuente equipamiento e infraestructura adecuados a su condición de capital de la República.
Los arquitectos Eduardo Lanús y Pablo Hary fueron los autores del proyecto, y las obras, se iniciaron en el año 1909, en una zona portuaria ganada al río y reservada para uso fiscal, sobre el predio comprendido entre las actuales calles Belgrano, Azopardo, Moreno y la avenida Ing. Huergo.
Los trabajos culminaron en octubre de 1910, la sede de la Aduana en el nuevo edificio fue inaugurada por el presidente José Figueroa Alcorta el 8 de octubre de ese año, aunque se ocupó oficialmente el 6 de enero de 1911. En 2009 fue declarado Monumento Histórico Nacional mediante el Decreto N° 1309 firmado por la presidenta Cristina Fernández de Kirchner. 
Arquitectónicamente el edificio, está encuadrado en el repertorio formal y compositivo del clasicismo francés del siglo XVIII, consta de un subsuelo, planta baja y tres pisos superiores, en el que se destacan sus dos torres de pizarra negra.
Cuenta con una importante entrada decorada en estilo rococó, y se organiza a partir de un eje central de simetría coincidente con su acceso principal, que está flanqueado por pares de columnas rematadas por figuras alegóricas.
Se destacan las escaleras de mármol de Carrara, los detalles ornamentales con vegetales, y las carpinterías de hierro y barandas, que presentan un elaborado diseño con figuras de antorchas y guirnaldas de acanto y laureles frutados.
En 2015 AFIP a cargo de Ricardo Echegaray comenzaron los trabajos para la puesta en valor de este edificio histórico, el equipo es conducido por el arquitecto Rubén Otero, autor de la restauración de fachadas del Hotel Majestic. El trabajo incluyó la azotea, retirando los equipamientos de frío/calor centrales. Se cambiaron las cubiertas de chapa de los techos, se restauraron las mansardas y se encaró la restauración de las torres.

## Galería

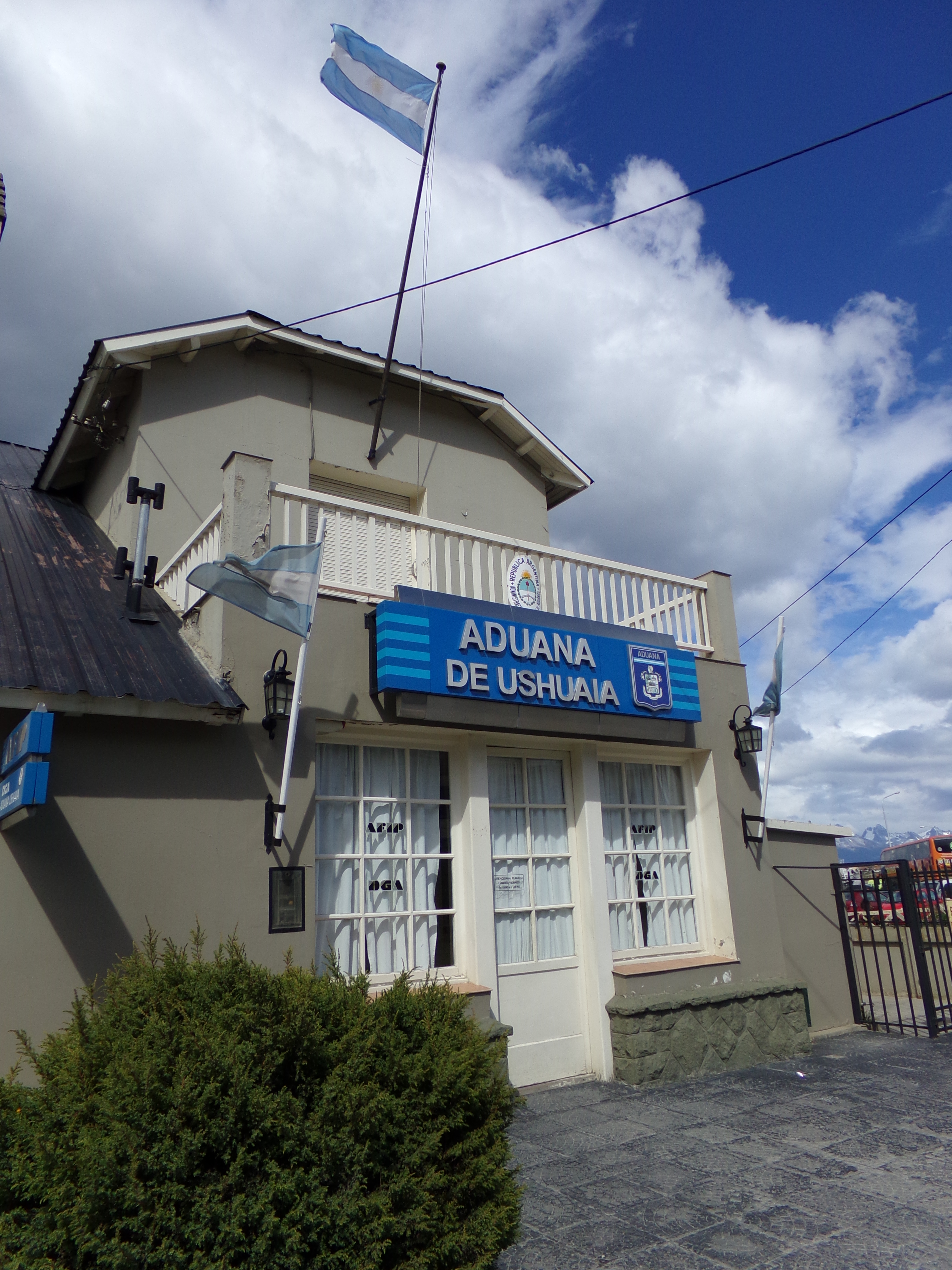
Oficina en Ushuaia, Tierra del Fuego.
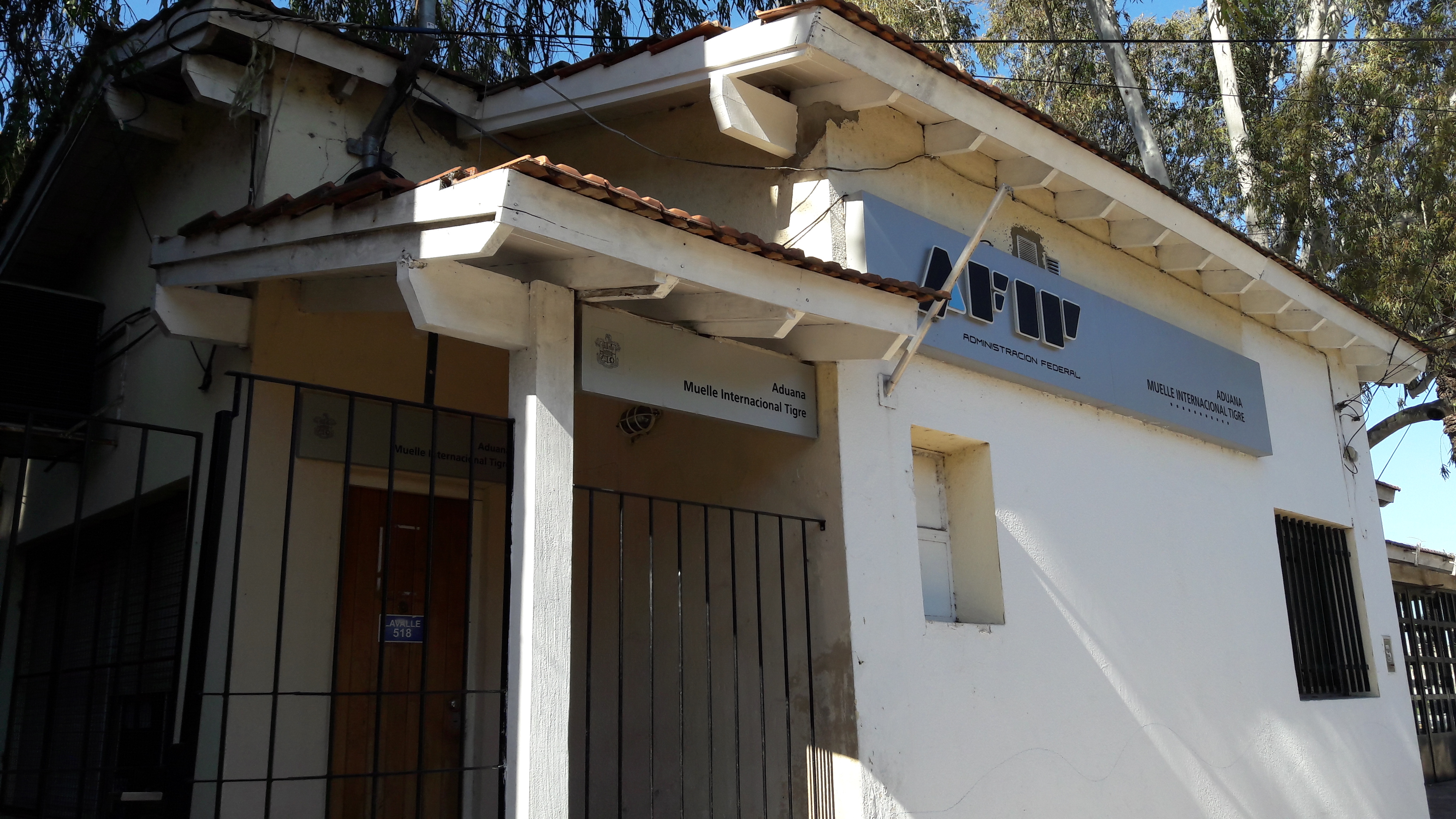
Oficina en Tigre, Buenos Aires.
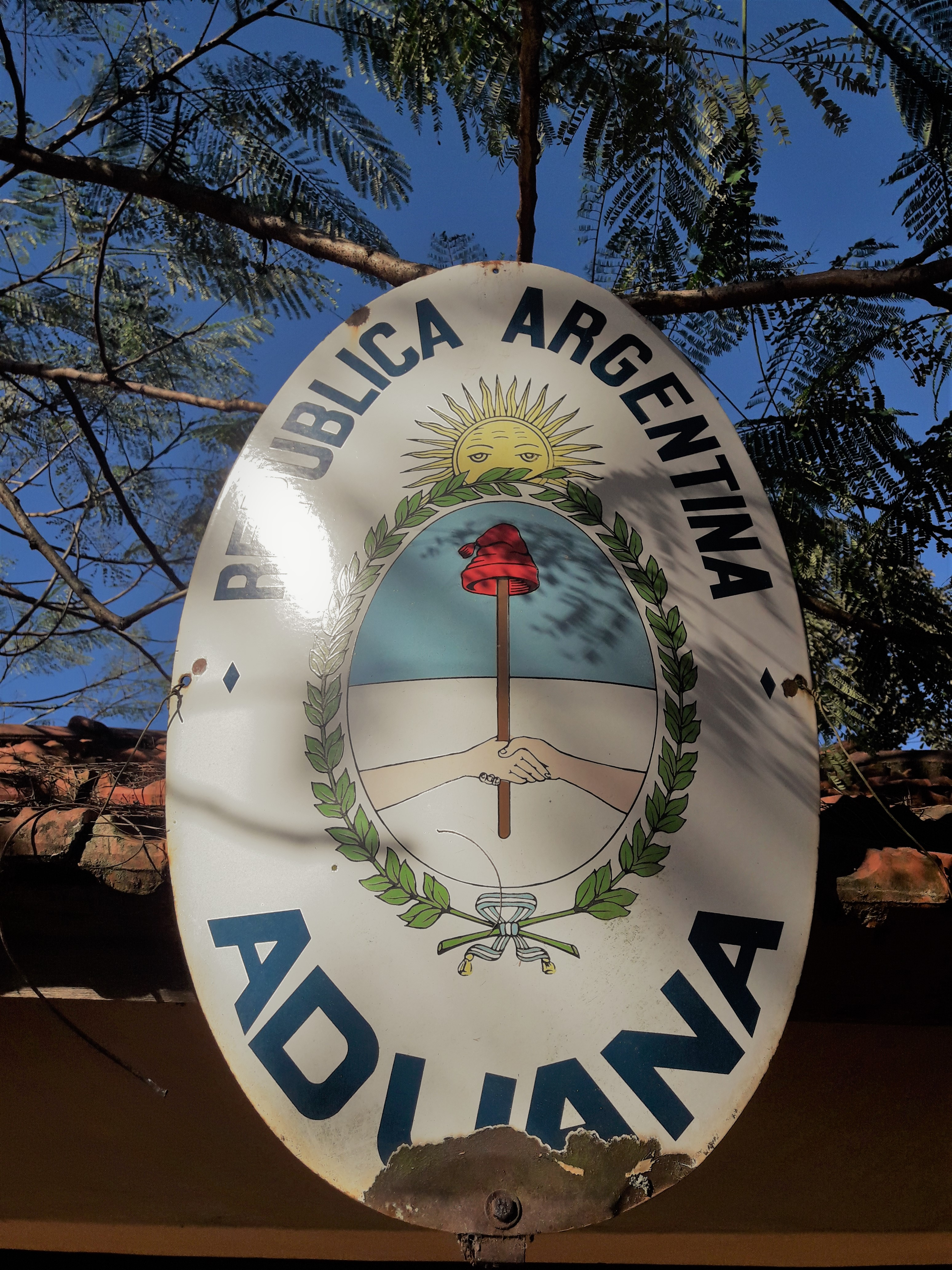
Cartel en Puerto Rico, Misiones.
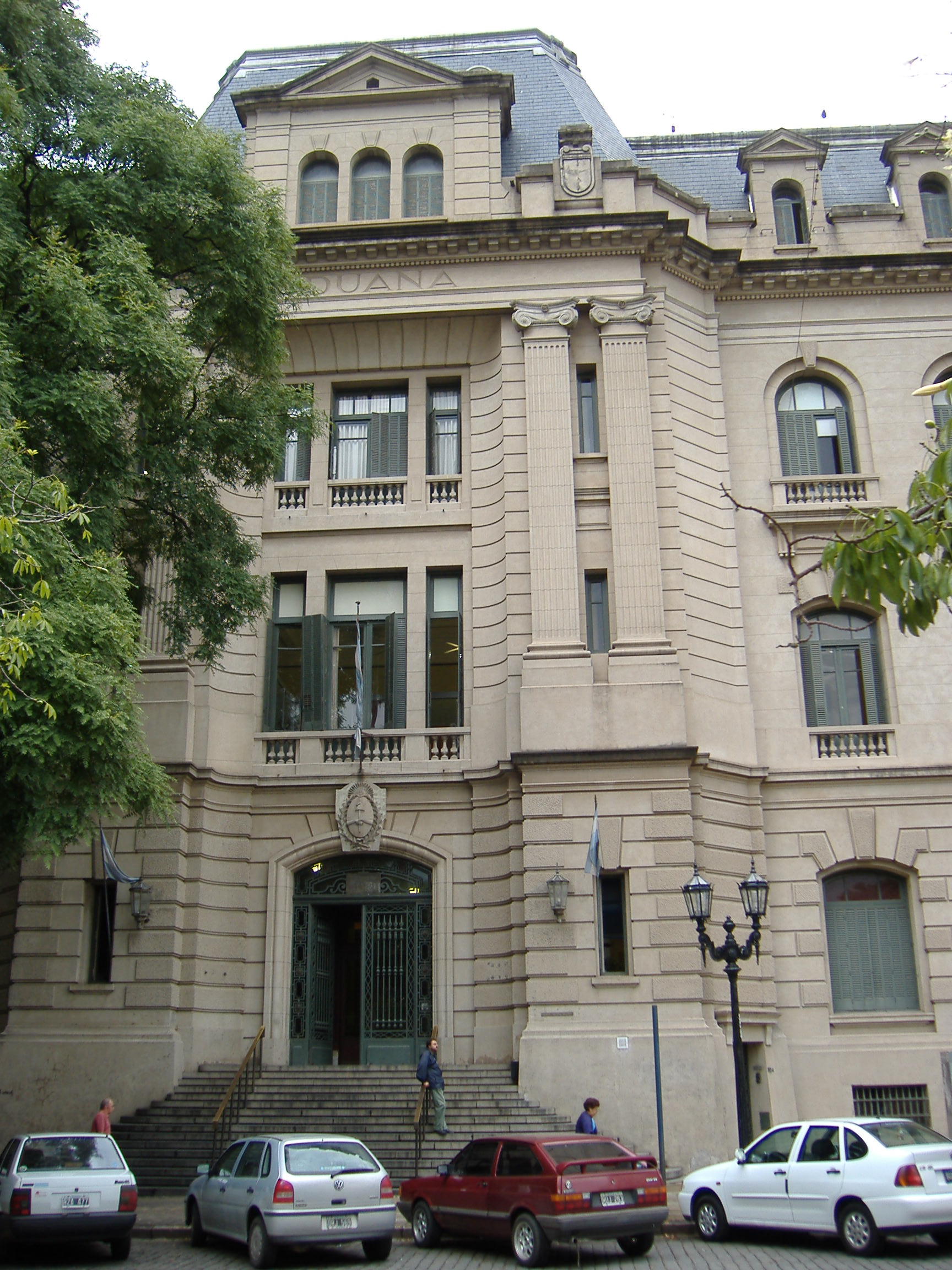
Edificio en Rosario, Santa Fe.
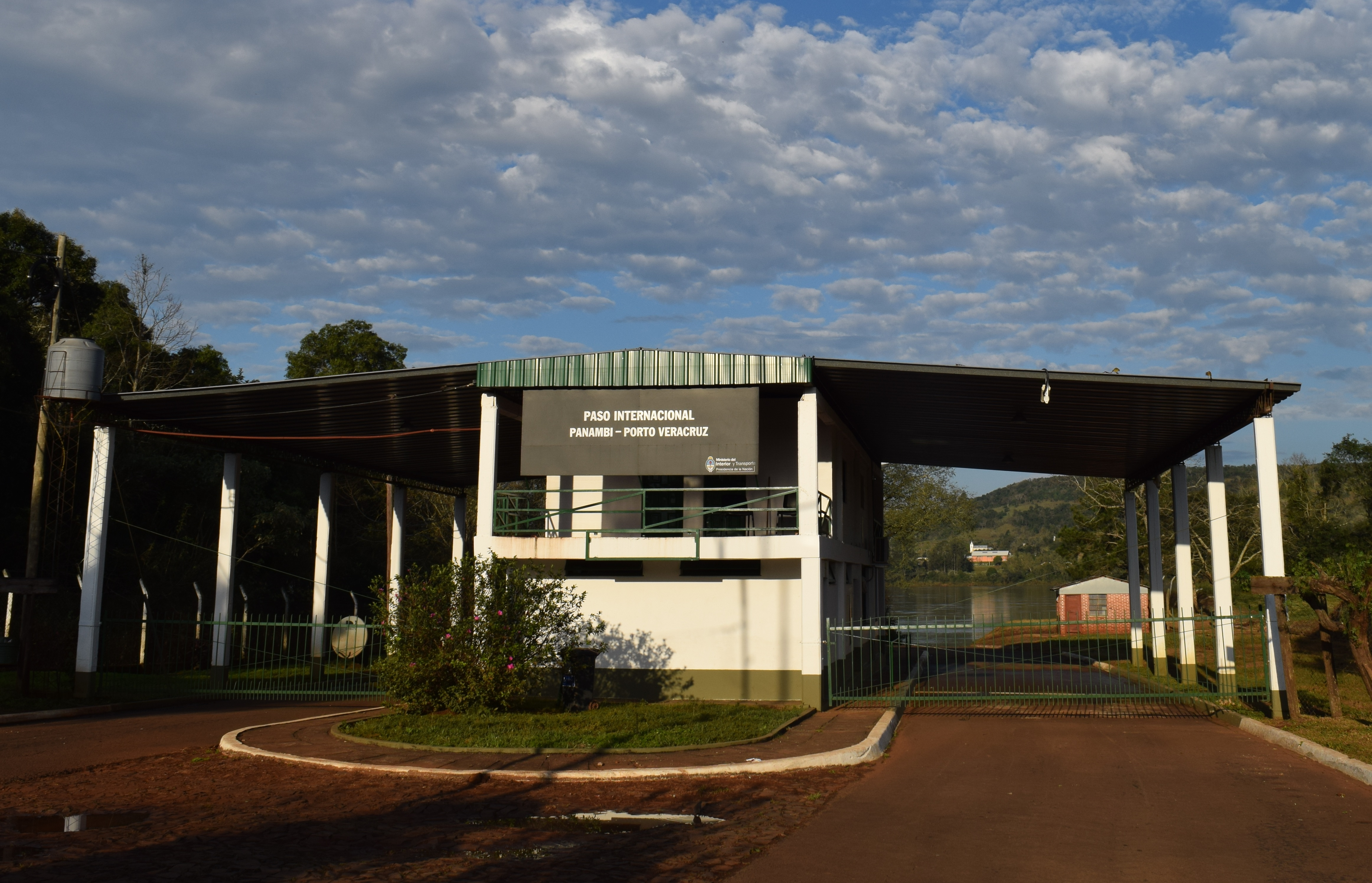
Aduana en el Paso Panamí - Porto Vera Cruz, Misiones.